# Bano Qudsia
Bano Qudsia (ourdou : بانو قدسیہ ; née le 28 novembre 1928 à Firozpur en Inde britannique et morte le 4 février 2017 à Lahore au Pakistan), également connue sous le nom de Bano Aapa, est une romancière, dramaturge et spiritualiste pakistanaise. 
Elle écrit en ourdou, publiant des romans, des pièces de théâtre et des nouvelles. Bano Qudsia est particulièrement reconnue pour son roman Raja Gidh. Elle écrit également pour la télévision et la scène en ourdou et en punjabi. Sa pièce Aadhi Baat est reconnue comme « une pièce classique » de la littérature ourdoue.

## Biographie

### Jeunesse, famille
Bano Qudsia est née le 28 novembre 1928 à Firozpur, en Inde britannique, sous le nom de Qudsia Chattha. Son père est licencié en agriculture et son frère Pervaiz Chattha était peintre. Elle émigre à Lahore avec sa famille à l'époque de la partition de l'Inde et commence à écrire des nouvelles tout en étudiant en classe 5. Elle est diplômée du Kinnaird College à Lahore, puis elle rejoint la Government College University (GCU), à Lahore également, pour sa maîtrise en littérature ourdou qu'elle obtient en 1951.
Bano Qudsia épouse l'écrivain Ashfaq Ahmed qu'elle avait rencontré à la Government College University de Lahore. Ils ont trois fils Aneeque, Anees et Aseer. Le couple est  considéré comme inséparable dans leur vie sociale.

### Carrière littéraire
Le roman de Bano Qudsia, Raja Gidh (soit, « Le vautour royal ») est considéré comme un classique de la littérature ourdou moderne. Parmi ses écrits les plus importants figurent Aatish-i-zer-i-paa, Aik Din, Asay Pasay, Chahar Chaman, Chhotaa Sheher Baray Log, Footpath ki Ghaas, Haasil Ghaat et Hawa Kay Naam. Les pièces les plus connues qu'elle a écrites sont Tamasil, Hawa ke Naam, Seharay et Khaleej.
Sa pièce Aadhi Baat, appréciée par la critique, parle d'un directeur à la retraite. La pièce examine les problèmes de la vie quotidienne du directeur. Qavi Khan est personnage principal. La pièce est dirigée par Agha Nasir et produite par Tauqeer Nasir. Aadhi Baat est joué en mai 2010 à Islamabad lors d'un événement de trois jours organisé par le Conseil national des arts du Pakistan. 
L'autobiographie de son mari Ashfaq Ahmed, intitulée Baba Saheba, est incomplète au moment où il meurt en septembre 2004. Bano Qudsia termine la biographie et la deuxième partie est publiée sous le titre Rah-i-Rawaan. Le contraste dans les styles narratifs du couple est évident entre les deux parties ; tandis que la première moitié est considérée comme « provocante, lucide et absolument envoûtante » par les critiques, la seconde moitié prend le sentiment de la douleur. Bano Qudsia remercie Ahmed de l'avoir transformée après leur mariage et de lui avoir finalement permis de se consacrer à son écriture.
Le roman Raah-e-Rawaan de Bano Qudsie est publié en 2011. Il s'agit d'un regard analytique sur la pensée philosophique d'Ashfaq Ahmed et comment cette pensée peut se rapporter à certains aspects de la vie elle-même. Bano Qudsia avait le plus grand respect pour son mari et elle a placé Ashfaq Ahmed sur un piédestal très élevé. Cependant, elle ne prétend même pas comprendre l'homme avec qui elle a vécu pendant plus de cinq décennies. Ainsi, une tentative d'écriture de la biographie d'Ashfaq Ahmed l'a amenée au-delà de cette « personne unique », et elle a commencé à écrire sur son ascendance, la famille comprenant son grand-père, son père, ses oncles, ses frères, ses sœurs et leurs enfants afin de bien comprendre l'énigme que représentait Ashfaq Ahmed.
Le roman Haasil Ghaat de Bano Qudsia est publié en 2005 et assez apprécié, mais critiqué alors pour l'utilisation d'argot anglais plutôt qu'un récit traditionnel en ourdou. L'écriture dans cette langue est cependant devenue populaire parmi d'autres écrivains.
Bano Qudsia écrit également un livre sur Qudrat Ullah Shahab intitulé Mard-e-Abresham. Ce livre décrit principalement la vie de Shahab et comment elle était liée à Ashfaq Ahmed et à sa famille, tant au niveau social que spirituel. Baba Mohammad Yahya Khan a été très inspiré par Bano Qudsia et par Ashfaq Ahmed.

### Décès
Bano Qudsia meurt le 4 février 2017 à l'hôpital Ittefaq de Lahore à l'âge de 88 ans. Son fils Aseer Ahmed a indiqué qu'elle est morte à peu près au moment des prières du Maghreb (après le coucher du soleil). Elle est enterrée à Lahore le 5 février et des services de prière ont eu lieu à Model Town, Lahore.

## Prix et reconnaissance
En 1983, Qudsia reçoit la Sitara-i-Imtiaz (étoile d'excellence) du gouvernement du Pakistan,. En 2010, le gouvernement pakistanais lui décerne le Hilal-i-Imtiaz (croissant d'excellence) pour ses services en littérature. 
En 2012, l'Académie des lettres du Pakistan (PAL) décerne à Qudsia le prix Kamal-e-Fun, qui est un prix pour l'ensemble de sa carrière,. 
En 2016, l'Union des Vieux Ravians de la GCU (GCU-ORU), lors de sa réunion annuelle, lui décerne un prix pour l'ensemble de son œuvre. La même année, la Pakistan Life Care Foundation (PLCF) décerne également son prix pour l'ensemble de son œuvre à Bano Qudsia.
Le 28 novembre 2020, Google célèbre le 92e anniversaire de sa naissance avec un Google Doodle.

## Œuvres
Théâtre
- Chota Shehar Baray Log (ISBN 9-69351-998-1)
- Phir Achanak Youn Hua (ISBN 9-69351-823-3)
- Lagan Apni Apni (ISBN 9-69351-533-1)
- Aadhee Baat (ISBN 9-69351-139-5)
- Foot Paath Ki Ghaas (ISBN 9-69351-086-0)
- Aasay Paasay
- Tamaseel
- Hawa kay Naam
- Dusra Qadam
- Sidhran
- Suraj Mukhi
- Piya Nam ka Diya[6]

Romans
- Raja Gidh (en) (ISBN 9-69350-514-X)[6]
- Aik Din (ISBN 9-69350-508-5)
- Haasil Ghaat (ISBN 9-69351-496-3)[6]
- Shehr-e-la'zawaal – Abaad Weeranay (ISBN 9-69352-441-1)
- Purwa
- Moom ki Galiyan
- Shehr-e-Bemisaal
- Tauba Shikan

Nouvelles
- Hijraton Kay Darmiyan (ISBN 9-69352-366-0)
- Dast Bastaa (ISBN 9-69351-324-X)
- Aatish e Zeer Pa
- Amar Bail
- Dusra Darwaza
- Baz Gasht
- Na Qabil e Zikr
- Samaan e Wajood
- Tawaja ki Taalib
- Kuch Aur Nahi[6]

Biographies
- Rah-e-Rawaan (ISBN 9-69352-315-6)
- Mard-e-Abresham

## Voir également
- Liste d'écrivains de langue ourdoue